# Grabmal von Milan Rastislav Štefánik

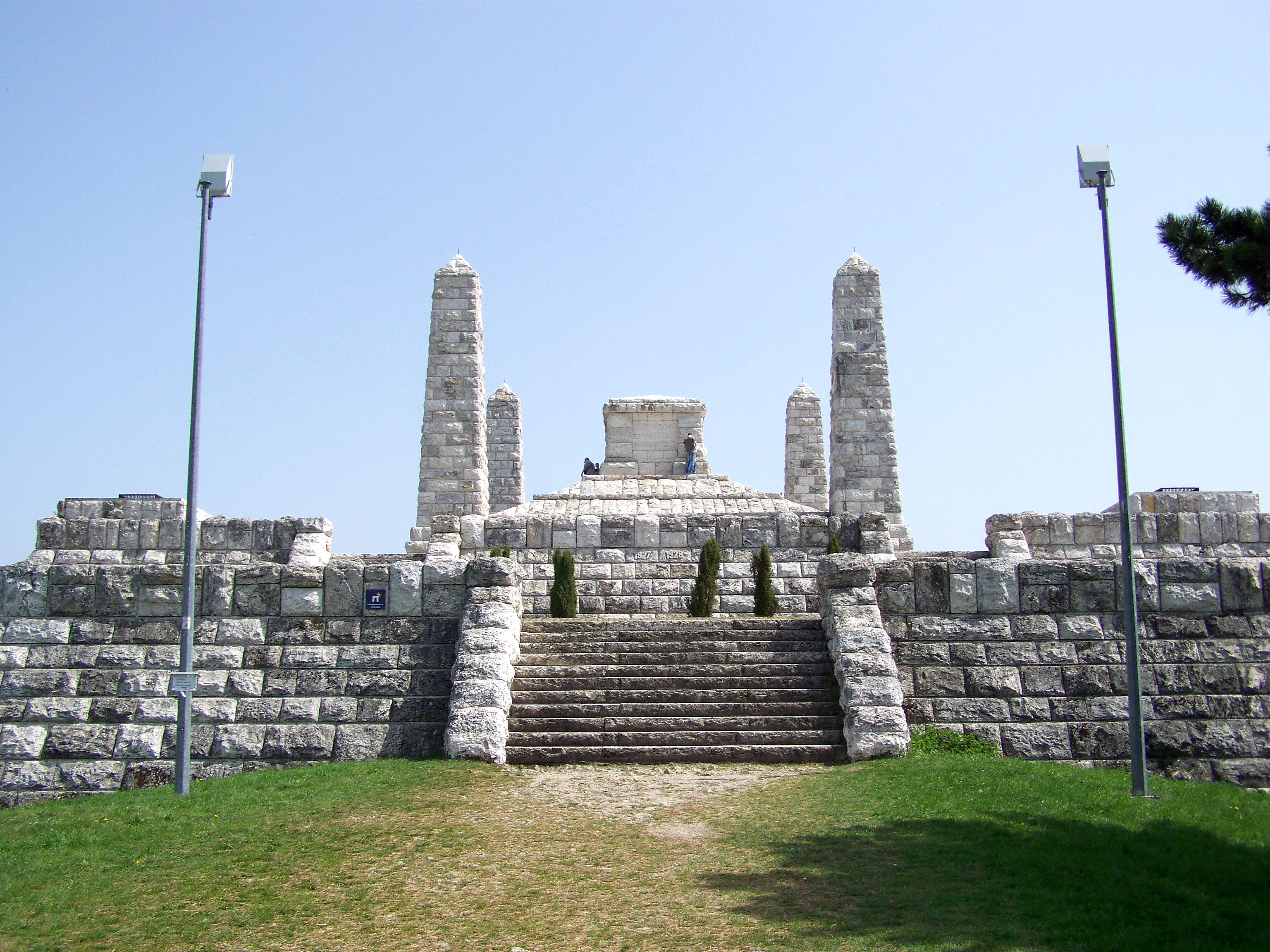
Blick auf das Monument

Das Grabmal von Milan Rastislav Štefánik (slowakisch Mohyla Milana Rastislava Štefánika) ist ein denkmalgeschütztes Monument und Mausoleum auf dem Berg Bradlo (543 m n.m.), dem Hausberg der Stadt Brezová pod Bradlom im Hügelland Myjavská pahorkatina in der westlichen Slowakei. Administrativ gehört die Anlage zur Stadt Brezová pod Bradlom im Okres Myjava (Trenčiansky kraj), an der Grenze zur Gemeinde Priepasné.

## Geschichte und Beschreibung

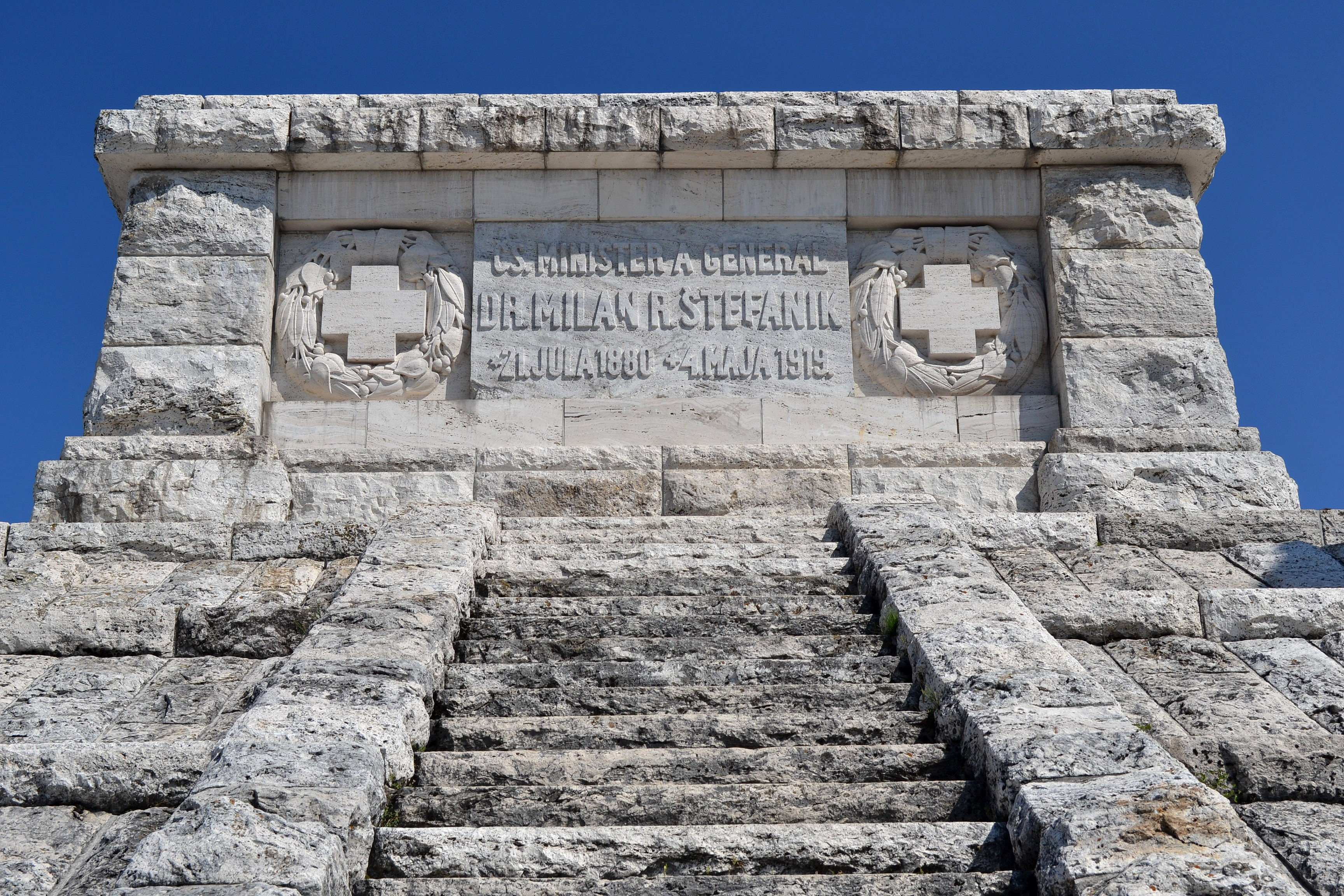
Südliche Gedenktafel an der Tumba

Milan Rastislav Štefánik, slowakischer Politiker, General und tschechoslowakischer Kriegsminister und einer der „Gründerväter“ der Tschechoslowakei, kam am 4. Mai 1919 beim Absturz einer italienischen Caproni Ca.33 nahe Ivanka pri Dunaji bei Bratislava ums Leben. Mit ihm starb auch die dreiköpfige Flugzeugbesatzung: Sottotenente Giotto Mancinelli-Scotti (Pilot), Sergente Umberto Merlini (Kopilot) und Soldato Gabriele Aggiunti (Bordingenieur/Funker). Am 11. Mai 1919 wurden alle vier Toten am Bradlo, unweit Štefániks Geburtsort Košariská, bestattet.
Kurz nach dem Bekanntwerden des Todes befasste sich der slowakische Architekt Dušan Jurkovič mit der Idee der Errichtung eines monumentalen Grabmals am Bradlo, nachdem er während des Ersten Weltkriegs im vormals österreichischen Galizien, heute zu Polen und Ukraine, mehrere Soldatenfriedhöfe entworfen hatte. 1920 stellte Jurkovič den ersten Vorschlag vor und suchte Unterstützung für sein Vorhaben, 1921 wurde ein Verein gegründet mit dem Ziel, das Grabmal über Spenden zu finanzieren. Auch mit der Unterstützung des Staates musste Jurkovič das Projekt mehrmals überarbeiten und verkleinern. Zu einer feierlichen Grundsteinlegung kam es am 4. Mai 1924, dem fünften Jahrestag des Todes von Štefánik. Schließlich wurde das Grabmal aus Zipser Travertin in der Zeit von Juli 1927 bis September 1928 errichtet und am 23. September 1928 feierlich eröffnet. Es hat vier je 12 m hohe Obelisken an den Ecken und ist 96 m × 70 m groß, die erste (niedere) Terrasse misst 93 m × 62 m, die obere Terrasse 45 m × 32 m. Die Obelisken symbolisieren einerseits die vier Opfer des Flugunfalls und andererseits Länder, in denen Štefánik gewirkt hatte.
Die sterblichen Überreste von Štefánik und der Italiener Aggiunti und Merlini (die Überreste Mancinelli-Scottis wurden 1921 nach Italien überführt) wurden am 21. April 1928 in der acht Meter unter der Tumba liegenden Grabkammer beigesetzt und unter Jurkovičs Aufsicht zugemauert. Die Kosten beliefen sich auf 2.960.233,04 Kčs. Der Travertin war im Steinbruch am Hügel Dreveník zwischen Spišské Vlachy und Spišské Podhradie in der Zips gewonnen und in 194 Eisenbahnwaggons zur Baustelle transportiert worden.
An der Tumba sind vier Gedenktafeln angebracht, deren Inschriften, beginnend auf der südlichen Seite und gegen den Uhrzeigersinn folgend, wie folgt lauten:
1. Čs. minister a generál dr. Milan R. Štefánik 21. júla 1880 4. mája 1919 („Der tschechoslowakische Minister und General, Doktor Milan R[astislav] Štefánik, * 21. Juli 1880; † 4. Mai 1919“)
2. Zahynul pádom lietadla dňa 4. mája 1919 pri Bratislave („Starb beim Flugzeugabsturz am 4. Mai 1919 bei Bratislava“)
3. S ním kráľ. taliansky serg. U. Merlini a sol. G. Aggiunti („Mit ihm der königlich-italienische Sergente U[mberto] Merlini und der Soldat G[abriele] Aggiunti“)
4. Veľkému synovi oslobodený národ československý („An den großen Sohn das befreite tschechoslowakische Volk“)

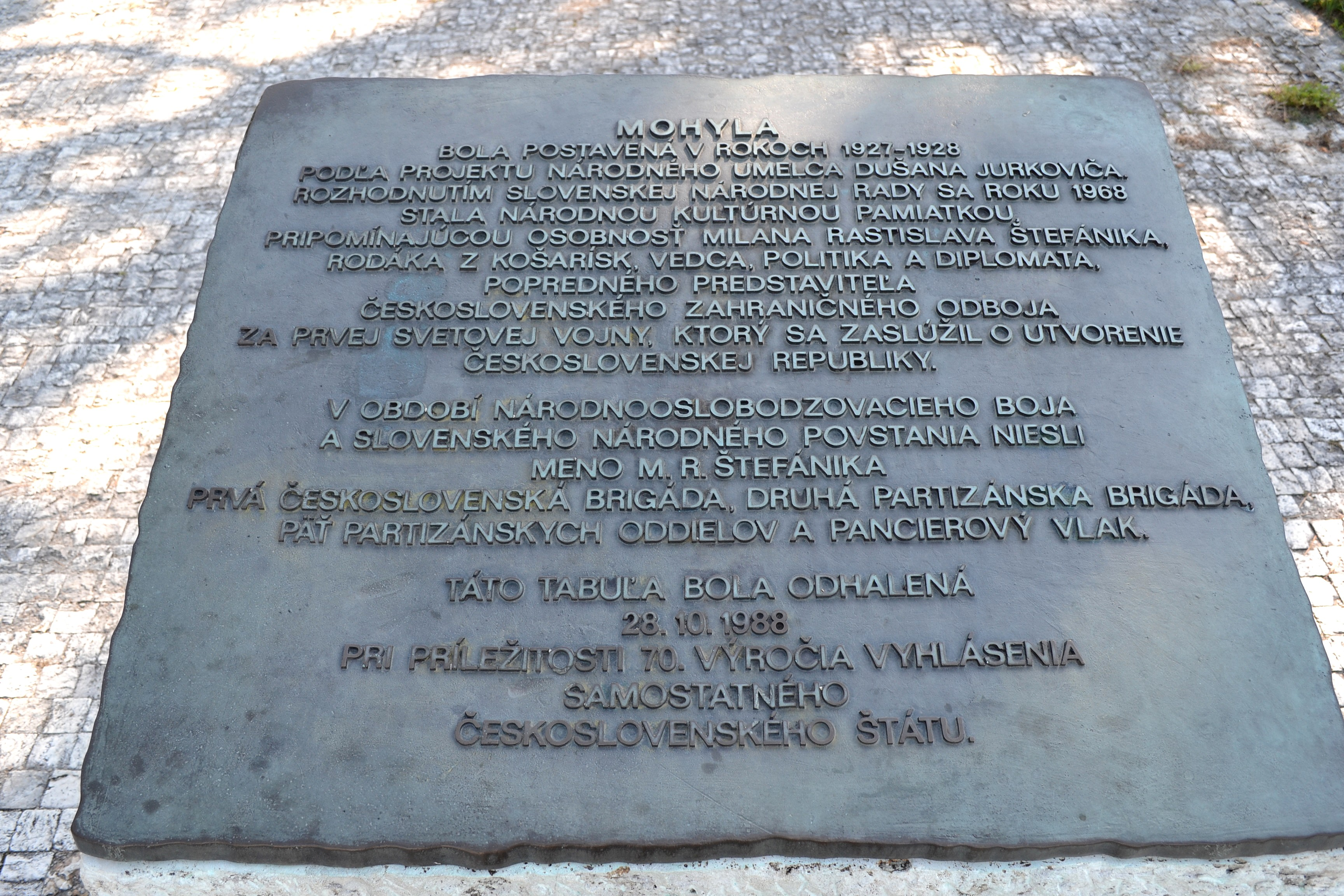
Gedenktafel aus dem Jahr 1988

Während des Bestehens des Slowakischen Staates zündeten Regimegegner als Zeichen des Widerstands Feuer am Jahrestag der Gründung der Tschechoslowakei (28. Oktober) an. Nach dem Ende des Zweiten Weltkriegs entwarf Jurkovič 1947 eine Erweiterung um zwei neue Terrassen, die als Denkmal für die gefallenen Flieger im Zweiten Weltkrieg dienen sollten. Nach dem Februarumsturz im Jahr 1948 und der einhergehenden Geringschätzung von Štefánik und der tschechoslowakischen Flieger an der Westfront durch das kommunistische Regime kam es nicht mehr dazu, des Weiteren wurden jegliche Gedenkfeiern (mit Ausnahme der Jahre 1968 und 1969) untersagt. Auch die Erklärung zum nationalen Kulturdenkmal im Jahr 1968 änderte nichts an der mangelnden Wartung seitens des Staates. 1988 wurde eine Gedenkfeier (zum 70. Jahrestag der Gründung der Tschechoslowakei) wieder offiziell zugelassen. Im August 1989, drei Monate vor der Samtenen Revolution, konnte eine Sanierung eingeleitet werden, die bis Mai 1996 dauerte und 45 Millionen SKK kostete. Dabei mussten unter anderem 30 % der Travertinummantelung ausgetauscht werden. Heute ist das Grabmal jährlich im Mai Standort einer Gedenkfeier für Štefánik.
Die letzte Ruhestätte von Štefánik war auf der Rückseite des 5000-Kronen-Scheins der von 1993 bis 2008 bestehenden Slowakischen Krone abgebildet. Sie zierte auch die Rückseite des 20-Kronen-Scheins der Slowakischen Krone des Slowakischen Staates (1939–1945).

## Zugang

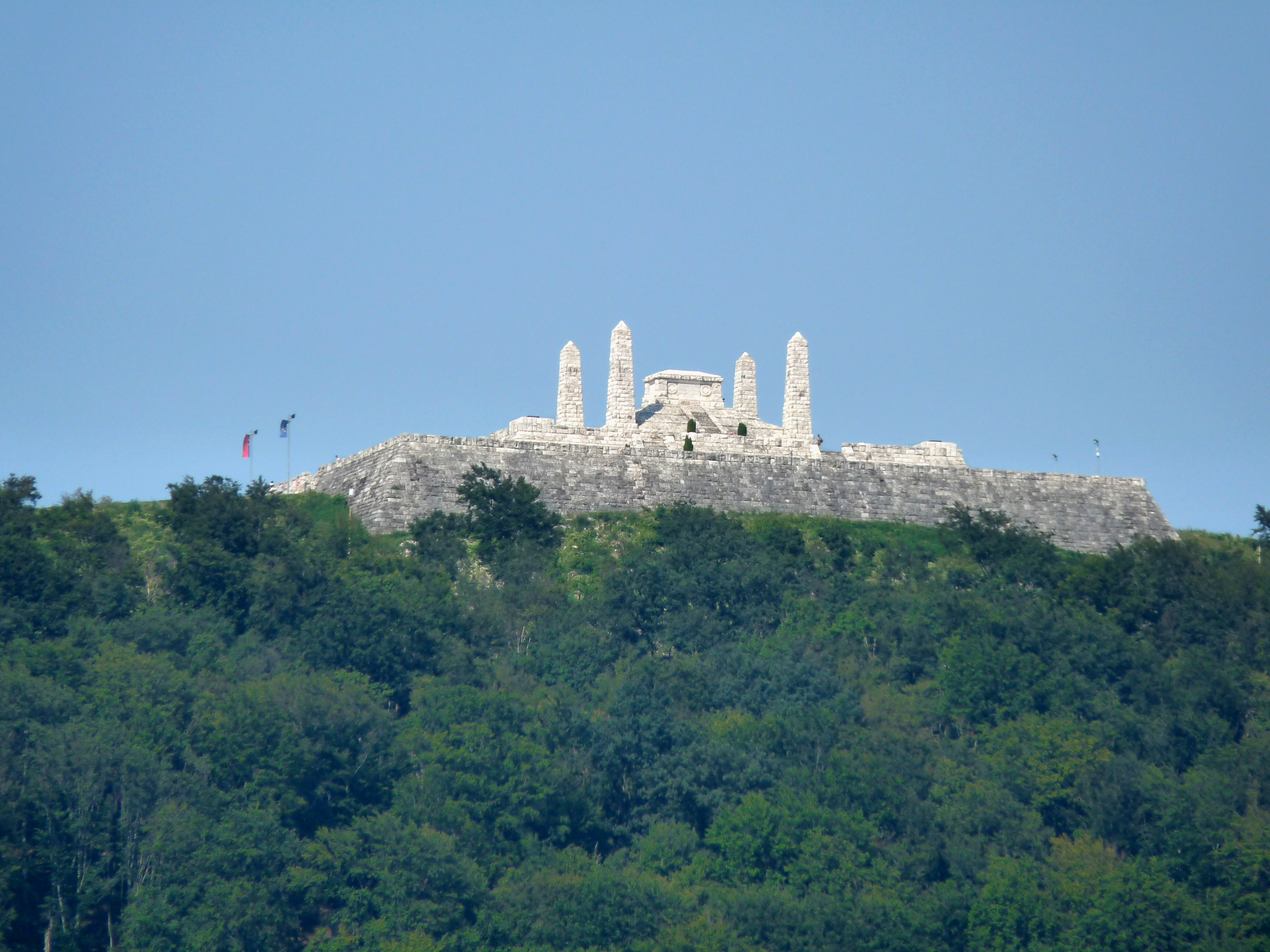
Ansicht des Grabmals von Brezová pod Bradlom

Zum Grabmal führt eine vier Kilometer lange Straße von Brezová pod Bradlom heraus, die an einem westlich gelegenen Parkplatz endet. Der rot markierte Wanderweg (Teil des Fernwanderwegs Cesta hrdinov SNP) passiert das Grabmal auf der Teilstrecke zwischen Brezová pod Bradlom und Myjava und trifft einen gelb, dann grün markierten Wanderweg von Košariská heraus. Der fast 106 km lange Wanderweg Štefánikova magistrála, südlich des Grabmals größtenteils mit dem Cesta hrdinov SNP identisch, verbindet die Stätte mit dem symbolischen Štefánik-Grabmal bei Ivanka pri Dunaji.